# ハリガネゴケ
ハリガネゴケ（Bryum capillare）は、蘚類に分類されるコケ植物。世界中で普通に見られる汎存種である。

## 分布
日本を含む世界中に分布。やや酸性の土壌に生育するとされるが、岩の上や木の根元、屋根の上などにふつうに生育している。

## 形態

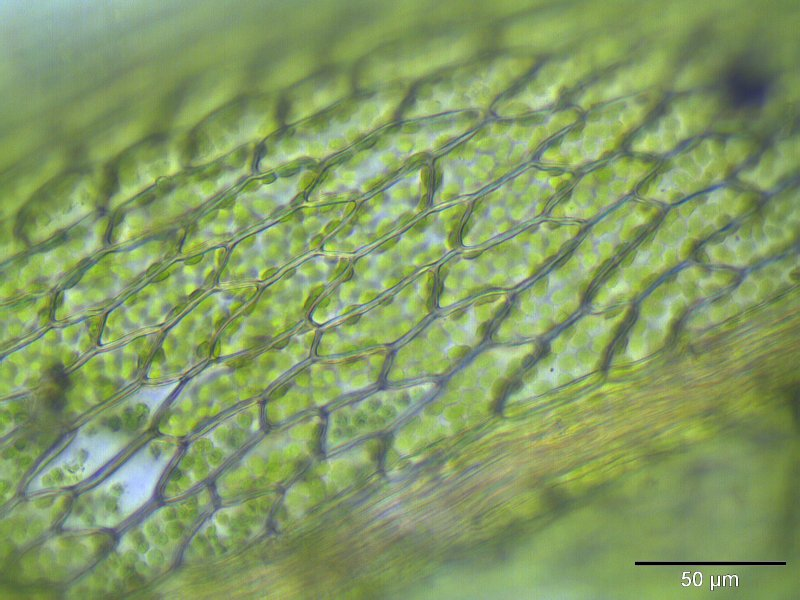
葉身細胞

茎は長さ1-3cm。葉は倒卵形で先が尖る。葉の長さは2-5mm。
雌雄異株。春から夏にかけて胞子体を形成する。胞子体は約3cmの赤い蒴柄をもち、その先端に蒴がつく。蒴は円筒形で、長さは3.5-5mm。蒴ははじめ緑色であるが、次第に赤色に着色する。

## 利用
市街地などでも普通に生育している上、胞子体などが大きく成長するため、胞子体などの観察を行う際の教材に適した種であるとされる。